# Extreme Rules (2012)
 Extreme Rules (2012) foi um evento em pay-per-view de wrestling profissional produzido pela WWE, que ocorreu em 29 de abril de 2012, na Allstate Arena em Chicago, Illinois. Foi o quarto evento Extreme Rules anual.
O combate final da noite foi uma luta Extreme Rules entre John Cena e Brock Lesnar, a primeira dele no wrestling profissional desde 2007, e na WWE desde 2004. Em lutas por títulos mundiais, CM Punk manteve o WWE Championship contra Chris Jericho em uma Chicago Street Fight; e Sheamus derrotou Daniel Bryan em uma luta de duas quedas para manter o World Heavyweight Championship. Além disso, Layla manteve o Divas Championship contra Nikki Bella e Cody Rhodes ganhou o Intercontinental Championship de Big Show em uma luta de mesas.
O evento recebeu 263,000 compras, 25.8% acima do evento do ano anterior.

## Antes do evento
Extreme Rules teve lutas de wrestling profissional de diferentes lutadores com rivalidades e histórias pré-determinadas que se desenvolveram no Raw e SmackDown — programas de televisão da WWE, tal como nos programas transmitidos pela internet - Superstars e NXT. Os lutadores interpretaram um vilão ou um mocinho seguindo uma série de eventos para gerar tensão, culminando em várias lutas.

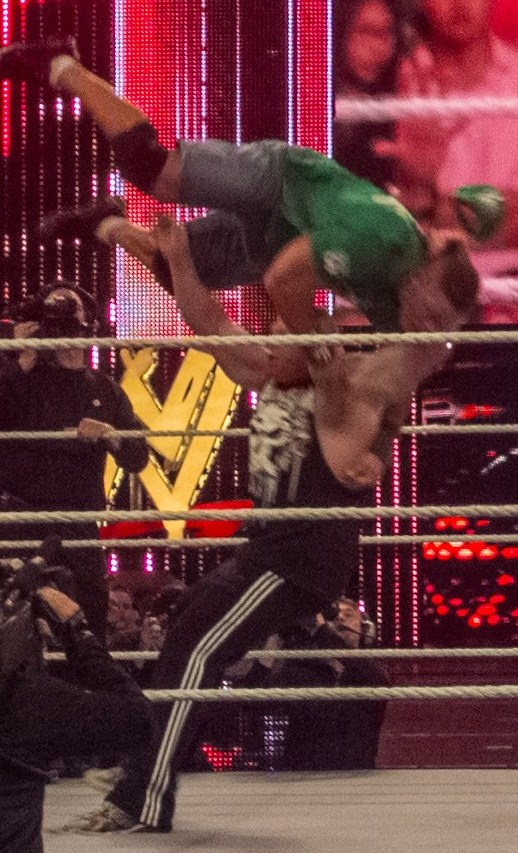
Lesnar aplicando um F-5 em John Cena.

No Raw de 2 de abril, Brock Lesnar fez seu retorno a WWE atacando John Cena. Na semana seguinte, John Laurinaitis anunciou que os dois se enfrentariam no Extreme Rules. Logo depois, Cena atacou Lesnar. Foi mais tarde anunciado no website da WWE que a luta seria Extreme Rules. No Raw de 23 de abril, Lesnar forneceu uma lista de exigências a John Laurinaitis durante a assinatura de contrato para o combate, exigindo ter acesso ao jato privado de Vince McMahon, a regalia de aparecer no Raw quando bem quisesse, e também mudar o nome do programa para Monday Night Raw: Starring Brock Lesnar, caso vencesse John Cena.
Sheamus derrotou Daniel Bryan em 18 segundos no WrestleMania XXVIII, ganhando o World Heavyweight Championship. No SmackDown de 10 de abril, durante o Piper's Pit, Bryan disse para Roddy Piper que no Extreme Rules, enfrentaria Sheamus pelo título em uma luta de duas quedas. No Raw do dia 23 de abril, Sheamus enfrentou Mark Henry em uma luta individual, com Daniel Bryan como árbitro convidado. Bryan distraiu Sheamus e causou sua derrota, fazendo uma contagem demasiadamente rápida e aplicando-lhe um Yes! Lock. Após vencer Mark Henry, no evento principal do Smackdown, do dia 27 de abril, Sheamus fez um seguimento diante de Bryan o dizendo que irá ganhar o combate do Extreme Rules.
Chris Jericho foi derrotado por CM Punk no WrestleMania XXVIII, com o último mantendo seu WWE Championship. Nas semanas seguintes, Jericho continuou a atacar Punk, ofendendo sua família e o atacando fisicamente, zombando sobre seu estilo de vida straight edge e o forçando a beber álcool. No Raw de 16 de abril, foi anunciado que Punk e Jericho se enfrentariam pelo WWE Championship no Extreme Rules em uma Chicago Street Fight. No último Raw antes da luta, John Laurinaitis determinou que Theodore Long deveria realizar testes com CM Punk para verificar se o mesmo estava embriagado, diante de dois oficiais de polícia e, caso não passasse, cederia seu título a Jericho. Ele realizou os testes corretamente e atacou Jericho.
Kane derrotou Randy Orton no WrestleMania XXVIII. Cinco dias depois, Orton derrotou Kane em uma luta sem desqualificação.  No mesmo dia foi anunciado que os dois se enfrentarão em uma luta Falls Count Anywhere no Extreme Rules. Na semana seguinte, Kane atacou o pai de Orton. No Raw seguinte, Orton sequestrou o pai de Kane, Paul Bearer, o prendendo em um freezer com o intuito de provocar Kane que, no entanto, não se importou com o ataque.
No Raw de 23 de abril, foi marcada uma luta individual pelo Intercontinental Championship entre o então campeão Big Show e Cody Rhodes. No dia 27 de abril no Smackdown, Rhodes interferiu em uma luta entre Show e Alberto Del Rio, tentando atacar o primeiro com objetos, porém sem sucesso. Show tomou o cinto que Rhodes vestia e usou para atacar o mesmo. Foi anunciado pelo website da WWE que a estipulação para o luta entre os dois seria decidida no pré-show.
Nikki Bella derrotou Beth Phoenix no Raw de 23 de maio após a última se lesionar durante o combate. Nikki ganhou, assim, o Divas Championship. Uma revanche entre as duas foi anunciada no website da WWE.
Santino Marella e The Miz se enfrentariam pelo United States Championship, em uma luta individual, que seria transmitida exclusivamente pelo YouTube antes do evento.

## Evento

### Pré-show
| Papel:        | Nome:                            |
| ------------- | -------------------------------- |
| Comentaristas | Michael Cole                     |
| Comentaristas | Jerry Lawler                     |
| Comentaristas | Booker T                         |
| Comentaristas | Matt Striker (Pré-show)          |
| Comentaristas | Carlos Cabrera (Espanhol)        |
| Comentaristas | Marcelo Rodríguez (Espanhol)     |
| Repórter      | Matt Striker                     |
| Locutores     | Lilian Garcia (SmackDown)        |
| Locutores     | Justin Roberts (Raw)             |
| Locutores     | Tony Chimel (Pré-show)           |
| Árbitros      | Scott Armstrong                  |
| Árbitros      | Mike Chioda                      |
| Árbitros      | John Cone                        |
| Árbitros      | Justin King                      |
| Árbitros      | Chad Patton                      |
| Árbitros      | Scott Armstrong                  |
| Autoridades   | John Laurinaitis (Gerente Geral) |
| Autoridades   | Eve (Assistente executiva)       |

Uma luta transmitida por streaming pelo YouTube aconteceu antes do evento, onde Santino Marella defendeu o United States Championship contra The Miz. A luta acabou quando Santino aplicou um The Cobra em Miz, vencendo.
Nos bastidores, Eve Torres e Theodore Long introduziram uma roleta para decidir a estipulação da luta entre Cody Rhodes e Big Show. Após a roleta ser girada, foi decidido que a luta seria uma luta de mesas.

### Lutas preliminares
A primeira luta do evento foi uma Falls Count Anywhere entre Randy Orton e Kane. Logo no início, os dois começaram a lutar do lado de fora do ringue, usando um cano e se enfrentando na arquibancada e nos bastidores, onde Zack Ryder interferiu contra Kane. A luta acabou no ringue, quando Orton aplicou um RKO em Kane em cima de uma cadeira.
A luta seguinte foi entre Brodus Clay, acompanhado por Hornswoggle, Naomi e Cameron, e Dolph Ziggler, acompanhado por Vickie Guerrero e Jack Swagger. Clay venceu após um splash.
Big Show e Cody Rhodes se enfrentaram em uma luta de mesas pelo Intercontinental Championship no terceiro combate da noite. A luta acabou quando Show acidentalmente quebrou uma mesa, dando a vitória a Cody. Após a luta, Show quebrou duas mesas usando Cody.

### Lutas principais
A luta de duas quedas pelo World Heavyweight Championship entre Sheamus e Daniel Bryan seguiu. A primeira queda aconteceu quando Bryan se recusou a parar de chutar o torso de Sheamus, desobedecendo o árbitro e perdendo a primeira queda por desqualificação. A segunda queda ocorreu quando Sheamus desmaiou durante um Yes! Lock. Sheamus conquistou a queda final e a vitória após um Brogue Kick.
Ryback derrotou dois lutadores locais em uma luta 2-contra-1 em seguida.
CM Punk enfrentou Chris Jericho em uma Chicago Street Fight pelo WWE Championship na luta seguinte. Os dois usaram cadeiras e bastões de kendo contra o outro. A irmã de Punk estapeou Jericho, mas antes que ele pudesse revidar, foi atacado por Punk. Em dado momento, Punk aplicou um elbow drop em Jericho do ringue à mesa dos comentaristas. A luta acabou quando Punk aplicou um Go To Sleep em Jericho.
Nos bastidores, Eve comunicou a Beth Phoenix que ela não poderia lutar pelo Divas Championship contra Nikki Bella, pois a mesma não foi liberada pelo departamento médico. Layla substituiu Beth. Durante a luta, Nikki executou o Twin Magic, trocando de lugar com sua irmã Brie, que acabou por sofrer um neckbreaker e sendo derrotada por Layla. O árbitro não percebeu a mudança, dando a vitória e o título à Layla.
Na última luta da noite, Brock Lesnar enfrentou John Cena em uma luta Extreme Rules. Nos primeiros segundos da luta, Lesnar deu uma cotovelada no rosto de Cena, fazendo-lhe sangrar e parando a luta para que um médico pudesse atendê-lo. Momentos depois, o corte na cabeça de Cena foi reaberto e a luta foi novamente parada. Mais tarde, Lesnar amarrou as pernas de Cena com a corrente de pescoço do próprio. O árbitro foi nocauteado duas vezes, sendo substituído por outro, que também foi nocauteado. A luta acabou quando Cena deu um soco com corrente na testa de Lesnar, seguido de um Attitude Adjustment em cima dos degraus de aço.

## Após o evento
No Over the Limit, John Cena enfrentou John Laurinaitis em uma luta sem desqualificações ou contagem, onde se vencesse, o Big Johnny era despedido mas Cena perdeu após um ataque de Big Show. Daniel Bryan começaria uma rivalidade com CM Punk pelo WWE Championship e pela afeição de AJ. No Over the Limit, Punk manteve o título contra Bryan. Sheamus voltaria a defender o World Heavyweight Championship no Over the Limit, contra Chris Jericho, Alberto Del Rio e Randy Orton. Cody Rhodes perderia o Intercontinental Championship no Over the Limit, para Christian.

## Resultados
| Nº                                          | Resultados | Estipulações                                            | Tempo |
| ------------------------------------------- | --- | ------------------------------------------------------- | ----- |
| Pré- show                                   | Santino Marella (c) derrotou The Miz | Luta individual pelo United States Championship         | 4:40  |
| 1                                           | Randy Orton derrotou Kane | Luta Falls Count Anywhere                               | 16:45 |
| 2                                           | Brodus Clay (com Hornswoggle, Naomi e Cameron) derrotou Dolph Ziggler (com Vickie Guerrero e Jack Swagger)                                                                | Luta individual                                         | 4:17  |
| 3                                           | Cody Rhodes derrotou Big Show (c) | Luta de mesas pelo Intercontinental Championship        | 4:37  |
| 4                                           | Sheamus (c) derrotou Daniel Bryan por 2-1 - Sheamus derrotou Daniel Bryan por desqualificação - Daniel Bryan derrotou Sheamus por nocaute - Sheamus derrotou Daniel Bryan | Luta de duas quedas pelo World Heavyweight Championship | 22:55 |
| 5                                           | Ryback derrotou Aaron Relic e Jay Hatton | Luta 2-contra-1                                         | 1:51  |
| 6                                           | CM Punk (c) derrotou Chris Jericho | Luta Chicago Street Fight pelo WWE Championship         | 25:15 |
| 7                                           | Layla derrotou Nikki Bella (com Brie Bella) (c) | Luta individual pelo Divas Championship                 | 2:45  |
| 8                                           | John Cena derrotou Brock Lesnar | Luta Extreme Rules                                      | 17:43 |
| (c) – Refere-se aos campeões antes da luta. | |                                                         |       |